# ツール・ド・フランス1957
ツール・ド・フランス1957は、ツール・ド・フランスとしては44回目の大会。1957年6月27日から7月20日まで、全22ステージで行われた。

## 総合成績
| 順位 | 選手名                     | 国籍         | 時間            |
| ---- | -------------------------- | ------------ | --------------- |
| 1    | ジャック・アンクティル     | フランス     | 135時間44分42秒 |
| 2    | マルセル・ヤンセン         | ベルギー     | +14分56秒       |
| 3    | アドルフ・クリスティアン   | オーストリア | +17分20秒       |
| 4    | ジャン・フォレスティエール | フランス     | +18分02秒       |
| 5    | ヘスス・ロローニョ         | スペイン     | +20分17秒       |
| 6    | ガストネ・ネンチーニ       | イタリア     | +26分03秒       |
| 7    | ニーノ・デフィリッピス     | イタリア     | +27分57秒       |
| 8    | ヴィム・ファンエスト       | オランダ     | +28分10秒       |
| 9    | ジャン・アドリアンセン     | ベルギー     | +34分07秒       |
| 10   | ジャン・ドット             | フランス     | +36分31秒       |

### マイヨ・ジョーヌ保持者
| 選手名                     | 国籍     | 首位区間           |
| -------------------------- | -------- | ------------------ |
| アンドレ・ダリガード       | フランス | 第1                |
| レネ・プリヴァ             | フランス | 第2-第4            |
| ジャック・アンクティル     | フランス | 第5-第6、第10-最終 |
| ニコラ・バローヌ           | フランス | 第7                |
| ジャン・フォレスティエール | フランス | 第8-第9            |

### 各部門賞結果
| 第44回 ツール・ド・フランス 1957 |                                        |
| 全行程                           | 22区間、4665km                         |
| 総合優勝                         | ジャック・アンクティル 135時間44分42秒 |
| 2位                              | マルセル・ジャンセン +14分56秒         |
| 3位                              | アドルフ・クリスティアン +17分20秒     |
| 4位                              | ジャン・フォレスティエール +18分02秒   |
| 5位                              | ヘスス・ロローニョ +20分17秒           |
| ポイント賞                       | ジャン・フォレスティエール 301ポイント |
| 2位                              | ヴィム・ファンエスト 317ポイント       |
| 3位                              | アドルフ・クリスティアン 366ポイント   |
| 山岳賞                           | ガストネ・ネンチーニ 44ポイント        |
| 2位                              | ルイ・ベルゴ 43ポイント                |
| 3位                              | マルセル・ヤンセン 32ポイント          |